# Ken Byers
Kenneth Vernon "Ken" Byers, Jr., född 6 april 1940 i Logan i Ohio, är en amerikansk utövare av amerikansk fotboll som spelade i NFL. Han spelade 1962–1964 för New York Giants och 1964–1965 för Minnesota Vikings. Byers spelade collegefotboll för Cincinnati Bearcats och han draftades 1962 av New York Giants i sjunde omgången.